# Original Prankster
Original Prankster è il primo singolo estratto dall'album Conspiracy of One degli Offspring e pubblicato il 24 ottobre 2000.
Prima della pubblicazione dell'album Conspiracy of One, gli Offspring hanno distribuito la canzone gratuitamente in formato MP3 sul loro sito ufficiale e venne anche proposto un concorso con un premio di 1 milione di dollari per un utente scelto a caso che avesse scaricato la canzone, ma sotto pressione di Sony Music (proprietaria di Columbia Records) non se ne fece più nulla.
La canzone è presente anche nel Greatest Hits della band.
Ha raggiunto la posizione n. 2 nella classifica Billboard Alternative Songs.

## Significato
La canzone racconta la vita di una persona e gli scherzi che compie. È aiutata dall'Original Prankster, interpretato da Reggie Noble, conosciuto come Redman.

## Video
Il video segue la vita di questa persona e gli scherzi che mette in atto. Quando era un bambino ha raccolto le feci del suo cane e le ha inserite di nascosto nel sandwich del padre e quando era un ragazzo fa arrestare il direttore del suo istituto perché l'ha scoperto mentre molestava due studentesse.
In questa parte del video s'intravede la band mentre suona la canzone su una spiaggia assolata.
Alla fine questo ragazzo riesce a far mancare l'elettricità in tutta la città anche se gli Offspring continuano a suonare al buio circondati da una folla che illumina la scena con delle torce. Il Prankster, quando termina il brano, viene colpito da un fulmine e si dissolve.

## Tracce

### 1^ Versione[1]
1. Original Prankster
2. Dammit, I Changed Again

### 2^ Versione[1]
1. Original Prankster
2. Come Out Swinging
3. Staring at the Sun (live)

### 3^ Versione[1]
1. Original Prankster
2. Dammit, I Changed Again
3. Gone Away (live)

### 4^ Versione[1]
1. Original Prankster
2. Dammit, I Changed Again
3. Come Out Swinging
4. Gone Away (live)
5. Staring at the Sun (live)

### 5^ Versione[1]
1. Original Prankster
2. Gone Away (live)
3. Staring at the Sun (live)

### 6^ Versione[1]
1. Original Prankster
2. Come Out Swinging
3. Gone Away (live)
4. Staring at the Sun (live)

## Formazione
- Dexter Holland - voce, chitarra ritmica
- Noodles - chitarra solista, voce d'accompagnamento
- Greg K - basso, cori
- Chris "X-13" Higgins - voce d'accompagnamento, percussione e maracas
- Ron Welty - batteria

## Classifiche
| Classifica (2000)             | Posizione massima |
| ----------------------------- | ----------------- |
| Australia                     | 5                 |
| Belgio (Fiandre)              | 56                |
| Belgio (Vallonia)             | 40                |
| Canada                        | 5                 |
| Finlandia                     | 12                |
| Francia                       | 34                |
| Germania                      | 46                |
| Irlanda                       | 24                |
| Italia                        | 11                |
| Norvegia                      | 7                 |
| Nuova Zelanda                 | 34                |
| Paesi Bassi                   | 44                |
| Regno Unito                   | 6                 |
| Spagna                        | 17                |
| Stati Uniti                   | 70                |
| Stati Uniti (alternative)     | 2                 |
| Stati Uniti (mainstream rock) | 7                 |
| Stati Uniti (radio)           | 66                |
| Svezia                        | 5                 |
| Svizzera                      | 20                |